# Virginia Beach Open
O Virginia Beach Open foi um torneio masculino de golfe no PGA Tour, que foi disputado anualmente entre 1953 e 1955 no Cavalier Yacht & Country Club, em Virginia Beach, Virgínia, nos Estados Unidos.

## Campeões
| Ano  | Campeão         | País           | Resultado | Ref   |
| ---- | --------------- | -------------- | --------- | ----- |
| 1955 | Chandler Harper | Estados Unidos | 260 (−16) | [ 1 ] |
| 1954 | Pete Cooper     | Estados Unidos | 263 (−13) | [ 2 ] |
| 1953 | Doug Ford       | Estados Unidos | 262 (−14) | [ 3 ] |